# Inzigkofen
Inzigkofen település Németországban, azon belül Baden-Württembergben. Lakosainak száma 2997 fő (2023. december 31.).

## Népesség
A település népessége az elmúlt években az alábbi módon változott:
| Lakosok száma | 2304 | 2780 | 2795 | 2901 | 2975 | 2997 |
|               | 1975 | 2017 | 2019 | 2021 | 2022 | 2023 |